# 车上性行为
车上性行为（英語：car sex），也称汽车性爱、车交。因在停止的汽车内进行人类性行为会使原本静止不动的車廂产生外界可见的震动，又被稱作車震，有此嗜好者則称为“車床族”。当车辆移动或停留在公共空間附近时，在車廂内性行为仍可能被其他地方的不特定他人发现（视同露天性爱），因此会遭致非议或违反法律。此外由于车辆的特性，车上性行为亦可能涉及性侵犯、拍摄照片等未經行为方同意、違反自由意願的性犯罪。

## 注意事项
由于汽车性爱和一般的做爱方式在环境和空间上都有所区别，所以需要留意：
- 拉好车子的手刹，以防车辆意外移动造成事故。
- 从外面看不进来的特殊车窗，因为很多国家的法律都禁止在公共空間裸露身体，例如在美国可能被以公然猥褻罪起诉[3]。

## 相關文化
- 《包法利夫人》中有馬車車廂內做愛的情節。
- 遊戲《俠盜獵車手》之罪恶都市、聖安地列斯中可以召喚妓女进行汽车性爱。
- 1997年电影《鐵達尼號》中有在船上古董車內做愛的情節。
- 1999年电影《枪火》中吕颂贤饰演的阿信在保護文哥的過程中有與文嫂在车上做爱情节。
- 动漫《白色相簿》中篠塚彌生和主角藤井冬弥在车上做爱情节。